# Adam Schaff
Adam Schaff (Leopoli, 10 marzo 1913 – Varsavia, 12 novembre 2006) è stato un filosofo marxista polacco.

## Biografia
Schaff studiò legge ed economia all'Ecole des Sciences Politiques et Economiques di Parigi, e filosofia in Polonia, specializzandosi in epistemologia. Nel 1945 ricevette la laurea in filosofia all'Università di Mosca, e nel 1948 prese servizio all'Università di Varsavia. È considerato l'ispiratore del Partito Operaio Unificato Polacco.
Dopo la morte di Stalin nel 1953, Schaff si avvicinò alla scuola di Leszek Kołakowski, caratterizzata da una tendenza più esistenzialista e fenomenologica. In alcune delle sue ultime opere, Schaff tentò di riconciliare il determinismo storico di Marx con l'indeterminismo esistenziale di Sartre, dicendo che l'uomo può essere libero e capace di modificare la propria vita e la propria storia nel momento in cui diviene cosciente del determinismo a cui è soggetto.
Sostenne che Wojciech Jaruzelski dovesse ricevere il Premio Nobel per la Pace.
Fu un membro dell'Accademia delle Scienze Polacca e del Club di Roma.

## Opere
- Parola e Concetto
- Linguaggio e Cognizione
- Introduzione alla semantica
- Problemi della Teoria della Verità di Marx
- Una Filosofia dell'Uomo
- Il marxismo e la persona umana
- Storia e verità